# انکوریکا
انکوریکا روستایی در استان ریفت والی، کنیا می‌باشد.